# Travis Schiffner
Travis Schiffner (ur. 21 lutego 1976 r.) – amerykański aktor filmowy.

## Życiorys
Jego miastem rodzinnym jest Mansfield w stanie Luizjana.
Wystąpił w roli Izzy'ego Bohena w horrorze Victora Salvy z 2003 roku pt. Smakosz 2 (Jeepers Creepers 2). Pojawił się również w dwóch projektach dokumentujących kulisy powstania filmu: Lights, Camera, Creeper oraz A Day in Hell.

## Filmografia
- 2003: Smakosz 2 (Jeepers Creepers 2) jako Izzy Bohen
- 2003: A Day in Hell: On the Set of Jeepers Creepers II jako on sam
- 2003: Lights, Camera, Creeper: Making Jeepers Creepers 2 jako on sam
- 2016: Undone jako Adam Harvey
- 2016: Swipe Right jako Bernie
- 2016: Respect the Pillow jako ochroniarz